# Grosourdya
Grosourdya је род, из породице орхидеја Orchidaceae. Род има 11 врста пореклом из јужне Азије.

## Врсте
1. Grosourdya appendiculata (Blume) Rchb.f. - widespread from Hainan to the Andaman Islands to the Philippines and Maluku
2. Grosourdya bicornuta J.J.Wood & A.L.Lamb - Sabah
3. Grosourdya callifera Seidenf. - Thailand
4. Grosourdya incurvicalcar (J.J.Sm.) Garay - Java, Peninsular Malaysia, Sulawesi
5. Grosourdya minutiflora (Ridl.) Garay - Pahang
6. Grosourdya muscosa (Rolfe) Garay - Peninsular Malaysia, Thailand, Andaman Islands
7. Grosourdya pulvinifera (Schltr.) Garay - Sabah, Sulawesi
8. Grosourdya quinquelobata (Schltr.) Garay - Sulawesi
9. Grosourdya tripercus (Ames) Garay - Leyte
10. Grosourdya urunensis J.J.Wood, C.L.Chan & A.L.Lamb - Sabah
11. Grosourdya zollingeri (Rchb.f.) Rchb.f. - Java, Maluku